# Степановка (Васильковский район)
Степановка (укр. Степанівка) — село, входит в Васильковский район Киевской области Украины.
Население по переписи 2001 года составляло 125 человек. Почтовый индекс — 08675. Телефонный код — 4571. Занимает площадь 1,23 км². Код КОАТУУ — 3221485803.

## Местный совет
08675, Київська обл., Васильківський р-н, с.Вільшанська Новоселиця, вул.Тарновського,11